# San Martín (Cesar)
San Martín è un comune della Colombia facente parte del dipartimento di Cesar.
Il centro abitato venne fondato da Teodoro Téllez e Jesús Quintero nel 1954, mentre l'istituzione del comune è del 16 novembre 1983.